# علیرضا کیانی
علیرضا کیانی (زادهٔ ۲۸ آذر ۱۳۶۳)، فعال سیاسی پادشاهی‌خواه ایرانی و سردبیر فصلنامهٔ فریدون است.

## زندگی
علیرضا کیانی در ایران به تحصیل در رشته علوم پرداخت. او در دانشگاه مازندران عضو انجمن اسلامی و دبیر سیاسی آن شد، در نشریات دانشگاه و سایت‌های منتقد حکومت مقاله می‌نوشت و در تجمعات دانشجویی به عنوان مجری یا سخنران حضور داشت.
پس از خروج از ایران، در سال ۱۳۹۰ به عضویت گروه «دانشجویان و دانش‌آموختگان لیبرال ایران» درآمد. او همچنین از بنیانگذاران شبکهٔ فَرَشگَرد در تابستان ۱۳۹۷ بود. این تشکل به واسطهٔ تحولات ناشی از خیزش ۱۴۰۱ تصمیم به تغییر شکل فعالیت از قالب شبکه‌ای به قالب حزبی گرفت. کیانی از بنیانگذاران حزب ایران نوین در دی‌ماه ۱۴۰۱ است.

## زندان
علیرضا کیانی نخستین‌بار در خرداد ۱۳۸۸ بازداشت و در زندان متی‌کلای بابل زندانی و مورد بازجویی قرار گرفت. بار دوم در پاییز ۱۳۸۹ بازداشت شد و به مدت یک ماه در زندان اوین تهران تحت بازجویی قرار داشت. در تیر ۱۳۹۰، به‌دلیل جلوگیری دانشگاه از برگزاری جلسه دفاع پایان‌نامه، قطعی‌شدن اجرای حکم زندان مربوط به پرونده سال ۱۳۸۸ از مرداد همان سال، و همچنین احتمال صدور حکم جدید در دادگاهی که در پیش بود، ایران را ترک کرد و نهایتاً به ایالات متحده آمریکا رفت.